# Данлап (Охајо)
Данлап (енгл. Dunlap) насељено је место без административног статуса у америчкој савезној држави Охајо.

## Демографија
По попису из 2010. године број становника је 1.719.
| Група             | 2000.    | 2010.         |
| Белци             | 0 (0,0%) | 1.682 (97,8%) |
| Афроамериканци    | 0 (0,0%) | 12 (0,7%)     |
| Азијати           | 0 (0,0%) | 6 (0,3%)      |
| Хиспаноамериканци | 0 (0,0%) | 11 (0,6%)     |
| Укупно            | 0        | 1.719         |